# رافائله لا کاپریا
رافائله لا کاپریا (ایتالیایی: Raffaele La Capria)؛ ۳ اکتبر ۱۹۲۲) یک رمان‌نویس، فیلم‌نامه‌نویس و مترجم اهل ایتالیا بود. وی برنده جوایز استرگا (۱۹۶۱) ویارجو (۲۰۰۵) شده‌است. خصوصاً وی به خاطر نگارش سه رمان که در مجموعه ای تحت عنوان «Tre romanzi di una giornata» جمع‌آوری شده‌اند شناخته می‌شود.
از فیلم‌هایی که وی در ساخته‌شدنِ آنها نقش داشته است، می‌توان به فردیناند و کارولینا اشاره کرد.

## نگارخانه

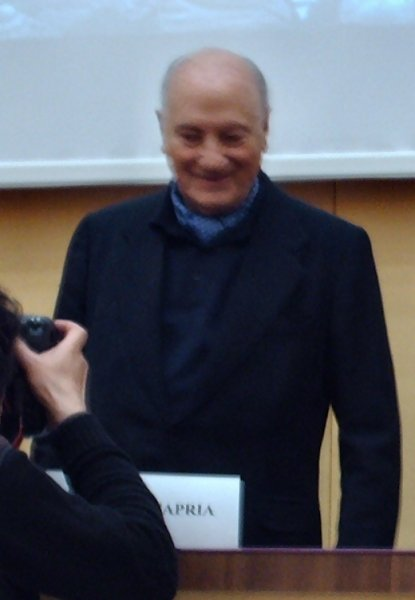
رافائله لا کاپریا در نمایشگاه کتاب Galassia Gutenberg